# Sancti Adalberti
Sancti Adalberti is een Nederlands abdijbier van hoge gisting.
Het bier wordt sinds 2009 gebrouwen, aanvankelijk in Brouwerij De Prael te Amsterdam voor Brouwerij Egmond en later in de eigen brouwerij in Egmond. Het eerste bier, Sancti Adalberti Egmondse Tripel, werd uitgebracht op 28 juni 2009. Op 19 mei 2010 kwam het tweede bier, Sancti Adalberti Egmondse Witte op de markt, een driegranenweizenbier, in Duitse stijl met meer dan 50% tarwemout. Daarna volgde een winterbier Sancti Adalberti Pastorale. Begin juni 2012 kon men al proeven van het nieuwe bier Sancti Adalberti Kwade Wouter. Het was de voorloper van de Egmondse Dubbel, die gepresenteerd werd op 14 oktober 2012.  In oktober 2013 werd de Egmondse Blonde gelanceerd en in 2016 de Egmondse Abdijbock.

## Varianten
- Sancti Adalberti Egmondse Tripel, goudblond bier, type tripel met een alcoholpercentage van 7,5%
- Sancti Adalberti Egmondse Witte, goudblond troebel witbier met een alcoholpercentage van 5%
- Sancti Adalberti Egmondse Pastorale, bruin bier met een alcoholpercentage van 8,1%
- Sancti Adalberti Egmondse Dubbel, robijnrood bier met een alcoholpercentage van 6,5%
- Sancti Adalberti Egmondse Blonde, goudblond bier met een alcoholpercentage van 5,5%
- Sancti Adalberti Abdijbock, Bockbier met een volle smaak, fris en een bitterje. Bock voor het hele jaar rond (6,7vol%)